# 联合民族独立党

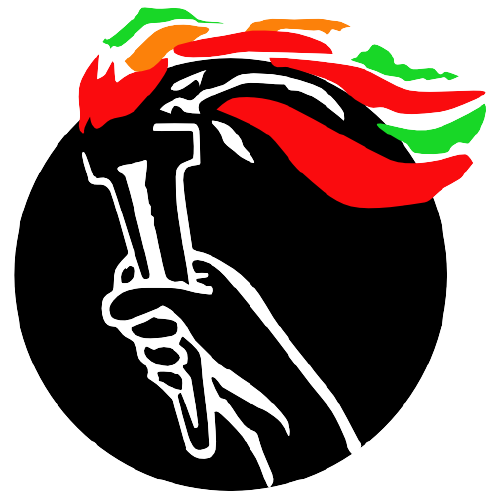
联合民族独立党标志

联合民族独立党（英語：United National Independence Party，缩写为UNIP）是赞比亚的一个非洲民族主义政党。该党成立于1959年10月，前身是赞比亚非洲民族大会。1964年—1991年，该党是赞比亚执政党，由肯尼思·卡翁达担任总统；1973年—1990年，该党还是赞比亚唯一合法政党。卡翁达执政期间，推行“人道主义的社会主义”政策。1990年底，赞比亚恢复多党制。在1991年赞比亚大选中，该党被多党民主运动击败，失去执政权。